# Volo China Northern Airlines 6136
Il volo China Northern Airlines 6136 (CBF6136/CJ6136) era un volo passeggeri nazionale di linea dall'aeroporto di Pechino-Capitale, Pechino, all'aeroporto Internazionale di Dalian Zhoushuizi, Dalian, in Cina. Il 7 maggio 2002, un McDonnell Douglas MD-82 operante sulla rotta si schiantò nella Baia di Bohai, vicino a Dalian, poco dopo che il pilota aveva riferito di "un incendio a bordo", provocando la morte di tutti i 103 passeggeri e i 9 membri dell'equipaggio. La causa fu successivamente determinata essere un incendio doloso.

## L'aereo
Il velivolo coinvolto era un McDonnell Douglas MD-82, marche B-2138, numero di serie 49522, numero di linea 1702. Volò per la prima volta nell'ottobre del 1990 e venne consegnato a China Northern Airlines nel luglio del 1991. Era spinto da 2 motori turboventola Pratt & Whitney JT8D-217A. Al momento dell'incidente, l'aereo aveva circa 12 anni e aveva accumulato 26 000 ore di volo in 16 000 cicli di decollo-atterraggio.
Il velivolo era stato coinvolto in due precedenti dirottamenti (nessuno dei quali aveva provocato vittime), entrambi avvenuti nel 1993:
- Il 12 novembre, durante il volo da Changchun a Fuzhou, l'aereo venne dirottato da due uomini cinesi, armati di bisturi, che dichiararono di avere portato una bomba a bordo (anche se in seguito venne appurato che si trattava di un manometro della pressione sanguigna). I dirottatori chiesero di essere portati a Taiwan. L'aereo atterrò in sicurezza a Taipei, Taiwan, e i dirottatori si arresero alle autorità. Tutte le 82 persone a bordo sopravvissero.[5]
- L'8 dicembre, mentre volava da Qingdao a Fuzhou, l'aereo venne dirottato una seconda volta quando un uomo cinese pugnalò un assistente di volo con un bisturi, chiedendo poi ai piloti di far volare l'aereo a Taiwan, sostenendo di avere una bomba a bordo. L'aereo atterrò in sicurezza a Taipei, Taiwan e il dirottatore si arrese alle autorità. Sopravvissero tutte le 137 persone a bordo, incluso l'assistente di volo pugnalato. Le successive indagini rivelarono che non vi era alcuna bomba a bordo dell'aeromobile.[6]

## Passeggeri ed equipaggio
Dei 103 passeggeri, 96 provenivano dalla Cina; tre erano giapponesi; e i restanti quattro provenivano da Francia, India, Singapore e Corea del Sud. 100 dei passeggeri erano adulti mentre 3 erano bambini. La maggior parte dei passeggeri erano residenti di Dalian.
Il pilota del volo era il comandante Wang Yongxiang. Aveva registrato oltre 11 000 ore di volo totali. Il primo ufficiale era Chen Xiuming. Aveva accumulato un totale di 3 300 ore di volo. L'ingegnere di volo era Pan Mintsi, con un tempo di volo totale di 4 980 ore.

## L'incidente
Il jet lasciò il gate di imbarco dell'aeroporto internazionale di Pechino alle 20:22 ora locale e decollò alle 20:37 (12:37 UTC) dalla pista 36R. Alle 21:20, mentre l'aereo si avvicinava a Dalian, il comandante riferì "fuoco in cabina" e "la coda è in fiamme" alla torre di Dalian e chiese di poter effettuare un atterraggio di emergenza. Alle 21:24, l'aereo scomparve dallo schermo radar e perse il contatto con il controllo del traffico aereo. Sarebbe dovuto arrivare a Dalian alle 21:40. L'aereo precipitò in acqua con un angolo di inclinazione di 90 gradi orizzontalmente e di 30 gradi verticalmente. Testimoni dichiararono che l'aereo aveva effettuato diversi cerchi prima di precipitare improvvisamente in mare.
I servizi di emergenza vennero attivati poco dopo l'incidente. Le forze della Marina cinese posizionate a Dalian dispiegarono quattro navi. Più di 30 rimorchiatori si unirono alla missione di ricerca e soccorso. I soccorritori recuperarono immediatamente 60 corpi e alcuni detriti dal luogo dell'incidente, tra cui un carrello per alimenti bruciato. Il presidente Jiang Zemin e il premier Zhu Rongji ordinarono alle agenzie aeronautiche, di polizia e di trasporto e ai militari cinesi di organizzare e sostenere pienamente gli sforzi di salvataggio.
L'8 maggio, il personale di ricerca e soccorso cinese rilevò segnali dai registratori di volo. Le autorità di Dalian inviarono 51 subacquei in 17 località diverse per trovare i registratori di volo dell'aereo. Il 10 maggio, i soccorritori rilevarono di nuovo segnali deboli. Recuperarono anche una sezione di 15 metri dell'aereo dal mare. Il 14 maggio, sette giorni dopo il disastro, i due registratori di volo furono recuperati dal fondale dai ricercatori.

## Le indagini
Il governo cinese avviò immediatamente un'indagine per determinare le cause dell'incidente. Un team investigativo speciale inviato dal governo centrale arrivò a Dalian. Era composto dal vice segretario generale del Consiglio di Stato Long Quan, dai capi del Ministero delle comunicazioni, dell'Amministrazione generale dell'aviazione civile e del Ministero della pubblica sicurezza.
Subito dopo il disastro, si sospettò che un incendio a bordo fosse stata la causa principale dell'incidente. Ciò venne confermato dalla chiamata di emergenza dell'equipaggio al controllore, che comunicò la presenza di fiamme a bordo dell'aeromobile. Testimoni multipli sostennero questa teoria. La possibilità di un incendio in volo aumentò dopo che i soccorritori recuperarono un carrello degli alimenti gravemente bruciato dal luogo dell'incidente.
I primi documenti affermarono che un corto circuito avrebbe causato l'incendio.
In risposta allo schianto del volo Air China 129 e del volo China Northern Airlines 6136, un funzionario della CAAC dichiarò che la riforma della sicurezza aerea della Cina sarebbe stata ritardata.
I risultati dell'indagine sull'incidente vennero pubblicati dalla Xinhua News Agency l'8 dicembre 2002. Un passeggero di nome Zhang Pilin (张丕 林) aveva dato fuoco alla cabina passeggeri con benzina, causando la perdita di controllo e lo schianto. Zhang aveva acquistato sette polizze assicurative per un valore complessivo di 1 400 000 di renminbi (circa 170 000 USD) prima di salire a bordo del volo.
L'indagine del relitto dimostrò la presenza di benzina vicino al sedile di Zhang e che la maggior parte dei passeggeri, incluso Zhang, era morta per inalazione di monossido di carbonio. I motori, il pavimento della cabina e altre parti critiche non mostrarono segni di bruciature o esplosioni.
Ulteriori indagini dimostrarono che Zhang era volato da Dalian a Pechino e che stava tornando a Dalian con il volo 6136. Secondo le registrazioni delle telecamere di sicurezza, aveva trascorso diverse ore a fumare sigarette nella sala d'attesa dell'aeroporto di Pechino. Zhang acquistò due polizze assicurative prima di lasciare Dalian e acquistò le restanti cinque a Pechino. Alcune bottiglie d'acqua riempite di benzina furono trovate anche nell'appartamento di Zhang. L'inchiesta dimostrò anche che Zhang era sposato, aveva un figlio, gestiva una propria azienda ed era molto indebitato.